# Caram Costanzo
Caram Costanzo é um engenheiro de som e produtor musical americano, conhecido por seu trabalho com várias bandas e artistas de renome, incluindo Guns N' Roses, Pearl Jam, Stone Temple Pilots, Whitesnake, Rage Against the Machine, entre outros. Ele começou a sua carreira no início dos anos 1970 com Hampton Grease Band e ganhou destaque ao contribuir significativamente para o álbum Chinese Democracy do Guns N' Roses, lançado em 2008. O seu estilo de produção combina elementos de rock e heavy metal.

## Contribuições notáveis

### Guns N' Roses
- Use Your Illusion II (1991): supervisor de áudio
- Chinese Democracy (2008): atuou como co-produtor e engenheiro de som no tão esperado álbum, conhecido por suas influências de rock industrial e nu metal, com Costanzo contribuindo para a criação de faixas como "Shackler's Revenge" e "Scraped".[4]
- Appetite for Democracy 3D (2014): mixagem de som.
- Hard Skool (2021): co-produzido com Axl Rose.[5]

### Pearl Jam
- Vitalogy (1994)
- No Code (1996)
- The Essential Pearl Jam (2013)

### Stone Temple Pilots
- Purple (1994)
- Tiny Music...Songs from the Vatican Gift Shop (1996)
- Big Bang Baby (1996)

## Carreira
| Ano  | Obra                                                              | Banda/Artista            | Função |
| ---- | ----------------------------------------------------------------- | ------------------------ | --- |
| 1971 | Music to Eat                                                      | Hampton Grease Band      | Engenheiro |
| 1991 | Use Your Illusion II                                              | Guns N' Roses            | Supervisor de áudio |
| 1994 | Vitalogy                                                          | Pearl Jam                | Engenheiro assistente |
| 1994 | Purple                                                            | Stone Temple Pilots      | Engenheiro assistente |
| 1994 | Good to Be Gone                                                   | Soulhat                  | Engenheiro assistente / assistente de mixagem |
| 1994 | Ain't Life Grand                                                  | Widespread Panic         | Assistente de mixagem |
| 1995 | Vulture                                                           | 3 Lb. Thrill             | Engenheiro |
| 1995 | Unshaven: Live at Smith's Olde Bar                                | Billy Joe Shaver         | Engenheiro |
| 1995 | Saturday Morning: Cartoons' Greatest Hits                         | Vários Artistas          | Engenheiro assistente |
| 1995 | People Get Ready                                                  | NewSong                  | Assistente de mixagem |
| 1995 | On & On                                                           | Jennifer Holliday        | Engenheiro assistente |
| 1995 | Lift My Savior Up                                                 | The Soul Stirrers        | Engenheiro / Mixagem |
| 1995 | Flyin' High                                                       | Jerry Reed               | Engenheiro |
| 1995 | 100% Fun                                                          | Matthew Sweet            | Engenheiro |
| 1996 | Tiny Music...Songs from the Vatican Gift Shop                     | Stone Temple Pilots      | Engenheiro |
| 1996 | The Crow: City of Angels                                          | Original Soundtrack      | Engenheiro assistente |
| 1996 | No Code                                                           | Pearl Jam                | Engenheiro assistente |
| 1996 | Love Revolution                                                   | NewSong                  | Engenheiro assistente |
| 1996 | Keith Sweat                                                       | Keith Sweat              | Engenheiro / engenheiro assistente / assistente de mixagem |
| 1996 | Fun-Seeking with the Sight-Seers                                  | The Sight-Seers          | Produtor / engenheiro / precursão / mixagem |
| 1996 | Free Flight                                                       | Palomino Duck            | Engenheiro assistente |
| 1996 | Find a Door                                                       | Pete Droge & the Sinners | Engenheiro assistente |
| 1996 | Family                                                            | Satchel                  | Assistente de mixagem |
| 1996 | Evil Empire                                                       | Rage Against the Machine | Engenheiro / segundo engenheiro |
| 1996 | Eventually                                                        | Paul Westerberg          | Engenheiro assistente |
| 1996 | Buffalo Nickel                                                    | Dan Baird                | Engenheiro |
| 1996 | Big Bang Baby                                                     | Stone Temple Pilots      | Engenheiro assistente |
| 1997 | Talk Show                                                         | Talk Show                | Engenheiro |
| 1997 | Shaming of the Sun                                                | Indigo Girls             | Engenheiro |
| 1997 | Resigned                                                          | Michael Penn             | Engenheiro assistente |
| 1997 | Monsoon                                                           | Caroline's Spine         | Assistente de mixagem |
| 1997 | I'm Sticking with You/After Hours                                 | Moe Tucker               | Mixagem |
| 1997 | GRL-Grup                                                          | Moe Tucker               | Mixagem |
| 1997 | Fire It Up                                                        | Tinsley Ellis            | Engenheiro / mixagem / gravação |
| 1997 | Blue Sky on Mars                                                  | Matthew Sweet            | Segundo engenheiro |
| 1998 | The Vendettas                                                     | The Vendettas            | Engenheiro / mixagem |
| 1998 | So So Def Bass All-Stars, Vol. 3                                  | Vários Artistas          | Engenheiro / mixagem |
| 1998 | Not Dogs Too Simple (A Tale of Two Kitties)                       | Mark & Clay Harper       | Engenheiro |
| 1998 | Jack Black                                                        | Jack Black               | Engenheiro |
| 1999 | Slippery Ballerina                                                | Vários Artistas          | Mixagem |
| 1999 | Attention Please                                                  | Caroline's Spine         | Engenheiro |
| 2000 | Time Capsule: The Best of Matthew Sweet                           | Matthew Sweet            | Engenheiro |
| 2000 | The Notorious K.I.M.                                              | Lil' Kim                 | Engenheiro |
| 2000 | Mommie                                                            | Vega                     | Engenheiro |
| 2000 | Follow Me Down                                                    | Subsonics                | Engenheiro |
| 2003 | Royal Academy of Reality                                          | Swimming Pool Q's        | Bateria, Engenheiro Assistente |
| 2003 | Rage Against the Machine/Evil Empire/Battle of Los Angeles        | Rage Against the Machine | Engenheiro |
| 2004 | The Best of Keith Sweat: Make You Sweat                           | Keith Sweat              | Engenheiro |
| 2004 | Rearviewmirror: Greatest Hits 1991-2003                           | Pearl Jam                | Engenheiro |
| 2005 | Rage Against the Machine/Evil Empire                              | Rage Against the Machine | Produtor de áudio |
| 2008 | Chinese Democracy                                                 | Guns N' Roses            | Produtor, engenheiro, engenheiro de áudio, mixagem, produtor de áudio, introdução, edição, edição digital, programador vocal, engenheiro vocal, arranjos de bateria, engenheiro de guitarra, engenheiro vocal, compositor, bateria, processamento, re-edição |
| 2010 | The Collection                                                    | Rage Against the Machine | Engenheiro |
| 2011 | Vs./Vitalogy/Live at the Orpheum Theater, Boston, April 12, 1994  | Pearl Jam                | Assistente |
| 2013 | The Essential Pearl Jam                                           | Pearl Jam                | Engenheiro |
| 2014 | Appetite for Democracy 3D: Live at the Hard Rock Casino Las Vegas | Guns N' Roses            | Engenheiro |
| 2015 | Harlem Romance: The Love Collection                               | Keith Sweat              | Engenheiro / engenheiro assistente |
| 2017 | The Purple Tour                                                   | Whitesnake               | Engenheiro |
| 2021 | Absurd                                                            | Guns N' Roses            | Co-produtor, gravação, mixagem |
| 2021 | Hard Skool                                                        | Guns N' Roses            | Co-produtor |